# Bactrocera exigua
Bactrocera exigua
 es una especie de díptero que May describió por primera vez en 1958. Bactrocera exigua pertenece al género Bactrocera de la familia Tephritidae. 